# Aschat Borantajew
Aschat Borantajew (russisch Асхат Борантаев; * 22. August 1978 in Taldyqorghan, Kasachische SSR) ist ein ehemaliger kasachischer Fußballspieler.

## Karriere
Borantajew begann seine Karriere bei Namys Almaty, für den er insgesamt elf Spiele bestritt. Nachdem sich der Verein aufgelöst hatte, kam er 1998 erstmals bei FK ZSKA Almaty in der höchsten kasachischen Spielklasse, der Premjer-Liga, zum Einsatz.
Nach zwei Jahren wechselte Borantajew zu Tobyl Qostanai. Für Tobyl absolvierte er insgesamt 78 Spiele und erzielte dabei ein Tor. Nach zwei Jahren in Qostanai spielte er ab 2004 für den FK Taras und konnte mit dem Verein 2004 den kasachischen Fußballpokal gewinnen.
In der Saison 2006 stand Aschat Borantajew beim kasachischen Erstligisten Jessil Bogatyr Petropawl unter Vertrag. Nach der Saison wurde er bis 2009 bei Qaisar Qysylorda verpflichtet.
Von 2010 bis 2014 spielte der Mittelfeldspieler für Schachtjor Qaraghandy, mit dem ihm in den Jahren 2011 und 2012 der Gewinn der kasachischen Meisterschaft gelang. Nach der Saison 2014 beendete er seine Karriere.

## Erfolge
- Kasachischer Meister: 2011, 2012
- Kasachischer Pokalsieger 2004, 2013